# Élections législatives de 1876 dans les Vosges
Les élections législatives de 1876 ont eu lieu les 20 février et 5 mars.

## Résultats à l'échelle du département
| Partis         | Partis              | Premier tour | Premier tour | Deuxième tour | Deuxième tour | Sièges |
| Partis         | Partis              | Voix         | %            | Voix          | %             | Sièges |
| -------------- | ------------------- | ------------ | ------------ | ------------- | ------------- | ------ |
|                | Gauche républicaine | 37 764       | 48,93        | 8 354         | 60,05         | 4      |
|                | Constitutionnel     | 26 801       | 34,72        | 5 558         | 39,95         | 0      |
|                | Centre gauche       | 11 865       | 15,37        |               |               | 1      |
|                | Divers              | 755          | 0,98         | 0             |               |        |
|                |                     |              |              |               |               |        |
| Inscrits       | Inscrits            | 108 270      | 100,00       | 17 079        | 100,00        | 5      |
| Votants        | Votants             | 78 404       | 72,28        | 13 986        | 81,89         |        |
| Abstentions    | Abstentions         | 29 866       | 27,72        | 3 093         | 18,11         |        |
| Blancs et nuls | Blancs et nuls      | 1 228        | 1,57         | 74            | 0,43          |        |
| Exprimés       | Exprimés            | 77 176       | 98,43        | 13 912        | 99,57         |        |

## Résultats par arrondissement

### Arrondissement d'Épinal
| Candidats      | Candidats          | Étiquette           | Premier tour | Premier tour |
| Candidats      | Candidats          | Étiquette           | Voix         | %            |
| -------------- | ------------------ | ------------------- | ------------ | ------------ |
|                | Eugène Jeanmaire   | Gauche républicaine | 12 809       | 59,99        |
|                | Charles de Ravinel | Constitutionnel     | 8 514        | 39,88        |
|                | Autres             |                     | 28           | 0,13         |
|                |                    |                     |              |              |
| Inscrits       | Inscrits           | Inscrits            | 27 039       | 100,00       |
| Votants        | Votants            | Votants             | 21 435       | 79,27        |
| Abstention     | Abstention         | Abstention          | 5 604        | 20,73        |
| Blancs et nuls | Blancs et nuls     | Blancs et nuls      | 85           | 0,4          |
| Exprimés       | Exprimés           | Exprimés            | 21 351       | 99,6         |

### Arrondissement de Mirecourt
| Candidats      | Candidats       | Étiquette       | Premier tour | Premier tour |
| Candidats      | Candidats       | Étiquette       | Voix         | %            |
| -------------- | --------------- | --------------- | ------------ | ------------ |
|                | Édouard Bresson | Centre gauche   | 8 611        | 55,03        |
|                | Louis Buffet    | Constitutionnel | 7 038        | 44,97        |
|                |                 |                 |              |              |
| Inscrits       | Inscrits        | Inscrits        | 18 990       | 100,00       |
| Votants        | Votants         | Votants         | 15 765       | 83,02        |
| Abstention     | Abstention      | Abstention      | 3 225        | 16,98        |
| Blancs et nuls | Blancs et nuls  | Blancs et nuls  | 116          | 0,74         |
| Exprimés       | Exprimés        | Exprimés        | 15 649       | 99,26        |

### Arrondissement de Neufchâteau
| Candidats      | Candidats                 | Étiquette           | Premier tour | Premier tour | Deuxième tour | Deuxième tour |
| Candidats      | Candidats                 | Étiquette           | Voix         | %            | Voix          | %             |
| -------------- | ------------------------- | ------------------- | ------------ | ------------ | ------------- | ------------- |
|                | Paul Frogier de Ponlevoy  | Gauche républicaine | 5 145        | 38,30        | 8 354         | 60,05         |
|                | Jules Aymé de la Herlière | Constitutionnel     | 5 045        | 37,55        | 5 558         | 39,95         |
|                | Charles-Gaspard Contaut   | Centre gauche       | 3 254        | 24,22        |               |               |
|                |                           |                     |              |              |               |               |
| Inscrits       | Inscrits                  | Inscrits            | 17 081       | 100,00       | 17 079        | 100,00        |
| Votants        | Votants                   | Votants             | 13 669       | 80,02        | 13 986        | 80,15         |
| Abstention     | Abstention                | Abstention          | 3 412        | 19,98        | 3 093         | 19,85         |
| Blancs et nuls | Blancs et nuls            | Blancs et nuls      | 234          | 1,71         | 74            | 0,43          |
| Exprimés       | Exprimés                  | Exprimés            | 13 435       | 98,29        | 13 912        | 99,57         |

### Arrondissement de Remiremont
| Candidats      | Candidats      | Étiquette           | Premier tour | Premier tour |
| Candidats      | Candidats      | Étiquette           | Voix         | %            |
| -------------- | -------------- | ------------------- | ------------ | ------------ |
|                | Jules Méline   | Gauche républicaine | 8 071        | 91,74        |
|                | Autres         |                     | 727          | 8,26         |
|                |                |                     |              |              |
| Inscrits       | Inscrits       | Inscrits            | 17 960       | 100,00       |
| Votants        | Votants        | Votants             | 9 434        | 52,51        |
| Abstention     | Abstention     | Abstention          | 8 526        | 47,49        |
| Blancs et nuls | Blancs et nuls | Blancs et nuls      | 636          | 3,54         |
| Exprimés       | Exprimés       | Exprimés            | 8 798        | 96,46        |

### Arrondissement de Saint-Dié
| Candidats      | Candidats      | Étiquette           | Premier tour | Premier tour |
| Candidats      | Candidats      | Étiquette           | Voix         | %            |
| -------------- | -------------- | ------------------- | ------------ | ------------ |
|                | Jules Ferry    | Gauche républicaine | 11 739       | 65,42        |
|                | Champy         | Constitutionnel     | 6 204        | 34,58        |
|                |                |                     |              |              |
| Inscrits       | Inscrits       | Inscrits            | 27 200       | 100,00       |
| Votants        | Votants        | Votants             | 18 097       | 66,53        |
| Abstention     | Abstention     | Abstention          | 9 103        | 33,47        |
| Blancs et nuls | Blancs et nuls | Blancs et nuls      | 157          | 0,57         |
| Exprimés       | Exprimés       | Exprimés            | 17 940       | 65,97        |